# Parijs-Brussel 1909
De vijfde editie van de wielerwedstrijd Parijs-Brussel (vanaf 2013; Brussels Cycling Classic) werd gehouden op 20 juni 1909. De koers startte in de Franse plaats Parijs en finishte in de Belgische plaats Brussel. De Luxemburger François Faber won de wedstrijd. 

## Uitslag
| Plaats  | Naam              | Tijd       |
| ------- | ----------------- | ---------- |
| Winnaar | François Faber    | 13u29'00"  |
| 2       | Gustave Garrigou  | z.t.       |
| 3       | Louis Trousselier | + '40"     |
| 4       | Henri Cornet      | + 9'11"    |
| 5       | Jules Masselis    | + 18'15"   |
| 6       | Ernest Paul       | + 31'06"   |
| 7       | Charles Cruchon   | z.t.       |
| 8       | Marcel Godivier   | + 44'13"   |
| 9       | Jules Deloffre    | + 57'00"   |
| 10      | André Pottier     | + 1u00'02" |

1893 · 
1894 - 1905 · 
1906 · 
1907 · 
1908 · 
1909 · 
1910 · 
1911 · 
1912 · 
1913 · 
1914 · 
1915 · 
1916 · 
1917 · 
1918 · 
1919 · 
1920 · 
1921 · 
1922 · 
1923 · 
1924 · 
1925 · 
1926 · 
1927 · 
1928 · 
1929 · 
1930 · 
1931 · 
1932 · 
1933 · 
1934 · 
1935 · 
1936 · 
1937 · 
1938 · 
1939 · 
1940 - 1945 · 
1946 · 
1947 · 
1948 · 
1949 · 
1950 · 
1951 · 
1952 · 
1953 · 
1954 · 
1955 · 
1956 · 
1957 · 
1958 · 
1959 · 
1960 · 
1961 · 
1962 · 
1963 · 
1964 · 
1965 · 
1966 · 
1967 - 1972 · 
1973 · 
1974 · 
1975 · 
1976 · 
1977 · 
1978 · 
1979 · 
1980 · 
1981 · 
1982 · 
1983 · 
1984 · 
1985 · 
1986 · 
1987 · 
1988 · 
1989 · 
1990 · 
1991 · 
1992 · 
1993 · 
1994 · 
1995 · 
1996 · 
1997 · 
1998 · 
1999 · 
2000 · 
2001 · 
2002 · 
2003 · 
2004 · 
2005 · 
2006 · 
2007 · 
2008 · 
2009 · 
2010 · 
2011 ·
2012 · 
2013 ·
2014 ·
2015 ·
2016 ·
2017 ·
2018 ·
2019 ·
2020 · 
2021 · 
2022 · 
2023 · 
2024 · 
2025